# (15818) DeVeny
(15818) DeVeny (1994 RO7) – planetoida z grupy pasa głównego asteroid okrążająca Słońce w ciągu 3,63 lat w średniej odległości 2,36 j.a. Odkryta 12 września 1994 roku.